# La Graverie
La Graverie település Franciaországban, Calvados megyében. Lakosainak száma 1184 fő (2018. január 1.). La Graverie Le Bény-Bocage, Burcy, Carville, Le Désert, Étouvy, Le Reculey, Sainte-Marie-Laumont, Vire-Normandie, Vire és Coulonces községekkel határos.

## Népesség
A település népessége az elmúlt években az alábbi módon változott:
| Lakosok száma | 617  | 626  | 874  | 1038 | 1122 | 1132 | 1117 | 1162 | 1181 | 1184 |
|               | 1962 | 1968 | 1982 | 1990 | 1999 | 2008 | 2011 | 2013 | 2017 | 2018 |